# Eucremastus manni
Eucremastus manni är en stekelart som först beskrevs av Tschek 1871.  Eucremastus manni ingår i släktet Eucremastus och familjen brokparasitsteklar. Inga underarter finns listade i Catalogue of Life.